# Grande Rivière Sud-Est Wanderers Sporting Club
Le Grande Rivière Sud-Est Wanderers Sporting Club est un club mauricien de football originaire de Flacq.

## Histoire
Les GRSE Wanderers, alors en deuxième division après une relégation en 2016-2017, atteignent la finale de la Coupe de Maurice en 2018. Le club retrouve l'élite en 2019.
En 2023, le club est sacré champion de Maurice pour la première fois de son histoire, assurant son titre lors de la 17e journée,. Les Wanderers remportent dans la foulée la Coupe de Maurice,.

## Palmarès
- Championnat de Maurice (1)
  - Champion : 2023

- Coupe de Maurice (1)
  - Vainqueur : 2023
  - Finaliste : 2018

- Coupe de la République
  - Finaliste : 2017

- Supercoupe de Maurice
  - Finaliste : 2018